# Centroderidae
Centroderidae là một họ thuộc lớp Cyclorhagida.
Các chi:
- Campyloderes Zelinka, 1907
- Centroderes Zelinka, 1907
- Condyloderes Higgins, 1969